# Protandrena cognata
Protandrena cognata är en biart som beskrevs av Timberlake 1976. Protandrena cognata ingår i släktet Protandrena och familjen grävbin. Inga underarter finns listade i Catalogue of Life.